# Narciarstwo dowolne na Zimowych Igrzyskach Olimpijskich 2022 – skicross kobiet
Skicross kobiet – jedna z konkurencji rozgrywanych w ramach narciarstwa dowolnego na Zimowych Igrzyskach Olimpijskich w Pekinie. Zawodniczki rywalizowały 17 lutego w Genting Snow Park w Zhangjiakou.
Mistrzynią olimpijskią została Szwedka Sandra Näslund. Drugie miejsce zajęła Kanadyjka Marielle Thompson. Na trzecim stopniu podium uplasowała się Szwajcarka Fanny Smith. Początkowo brązowy medal został przyznany Niemce Danieli Maier, jednak apelacja złożona po zakończeniu zmagań przez Smith skutkowała zmianą ostatecznych wyników. 13 grudnia 2022 roku Sportowy Sąd Arbitrażowy ostatecznie zdecydował, że Smith i Maier otrzymają podwójne brązowe medale i podzielą się trzecim miejscem.

## Terminarz
| Data      | Konkurencja  | Godzina rozpoczęcia | Godzina rozpoczęcia |
| Data      | Konkurencja  | Czas CET            | Czas lokalny        |
| --------- | ------------ | ------------------- | ------------------- |
| 17 lutego | Kwalifikacje | 04:30               | 11:30               |
| 17 lutego | 1/8 finału   | 07:00               | 14:00               |
| 17 lutego | 1/4 finału   | 07:35               | 14:35               |
| 17 lutego | 1/2 finału   | 07:54               | 14:54               |
| 17 lutego | Finały       | 08:10               | 15:10               |

## Wyniki

### Kwalifikacje
| Pozycja | Nr | Zawodniczka            | Reprezentacja               | Zjazd   | Strata |   |                |         |         |   |
| ------- | -- | ---------------------- | --------------------------- | ------- | ------ | - | -------------- | ------- | ------- | - |
| Pozycja | Nr | Zawodniczka            | Reprezentacja               | 1.      | Strata | 5 | Sandra Näslund | Szwecja | 1:15,21 | — |
| 2.      | 6  | Fanny Smith            | Szwajcaria                  | 1:17,06 | +1,85  |   |                |         |         |   |
| 3.      | 8  | Daniela Maier          | Niemcy                      | 1:17,63 | +2,42  |   |                |         |         |   |
| 4.      | 10 | Hannah Schmidt         | Kanada                      | 1:18,07 | +2,86  |   |                |         |         |   |
| 5.      | 1  | Marielle Thompson      | Kanada                      | 1:18,16 | +2,95  |   |                |         |         |   |
| 6.      | 18 | Lucrezia Fantelli      | Włochy                      | 1:18,17 | +2,96  |   |                |         |         |   |
| 7.      | 7  | Brittany Phelan        | Kanada                      | 1:18,17 | +2,96  |   |                |         |         |   |
| 8.      | 11 | Courtney Hoffos        | Kanada                      | 1:18,28 | +3,07  |   |                |         |         |   |
| 9.      | 13 | Talina Gantenbein      | Szwajcaria                  | 1:18,31 | +3,10  |   |                |         |         |   |
| 10.     | 4  | Alexandra Edebo        | Szwecja                     | 1:18,49 | +3,28  |   |                |         |         |   |
| 11.     | 14 | Sami Kennedy-Sim       | Australia                   | 1:19,14 | +3,93  |   |                |         |         |   |
| 12.     | 12 | Jole Galli             | Włochy                      | 1:19,20 | +3,99  |   |                |         |         |   |
| 13.     | 22 | Saskja Lack            | Szwajcaria                  | 1:19,21 | +4,00  |   |                |         |         |   |
| 14.     | 16 | Jekatierina Malcewa    | Rosyjski Komitet Olimpijski | 1:19,45 | +4,24  |   |                |         |         |   |
| 15.     | 21 | Natalja Szerina        | Rosyjski Komitet Olimpijski | 1:19,49 | +4,28  |   |                |         |         |   |
| 16.     | 3  | Jade Grillet-Aubert    | Francja                     | 1:19,54 | +4,33  |   |                |         |         |   |
| 17.     | 20 | Jelizawieta Ponkratowa | Rosyjski Komitet Olimpijski | 1:19,56 | +4,35  |   |                |         |         |   |
| 18.     | 15 | Andrea Limbacher       | Austria                     | 1:19,69 | +4,48  |   |                |         |         |   |
| 19.     | 9  | Katrin Ofner           | Austria                     | 1:19,95 | +4,74  |   |                |         |         |   |
| 20.     | 24 | Johanna Holzmann       | Niemcy                      | 1:20,95 | +5,74  |   |                |         |         |   |
| 21.     | 23 | Christina Födermayr    | Austria                     | 1:21,02 | +5,81  |   |                |         |         |   |
| 22.     | 19 | Anastasija Czircowa    | Rosyjski Komitet Olimpijski | 1:21,53 | +6,32  |   |                |         |         |   |
| 23.     | 17 | Nikol Kučerová         | Czechy                      | 1:21,96 | +6,75  |   |                |         |         |   |
| 24.     | 25 | Ran Hongyan            | Chińska Republika Ludowa    | 1:25,85 | +10,64 |   |                |         |         |   |
| 25.     | 26 | Pu Rui                 | Chińska Republika Ludowa    | 1:30,01 | +14,80 |   |                |         |         |   |
| 26.     | 2  | Alizée Baron           | Francja                     | DNS     | DNS    |   |                |         |         |   |

## Runda eliminacyjna

### 1/8 finału
| Pozycja | Nr | Zawodniczka            | Reprezentacja               | Uwagi |
| ------- | -- | ---------------------- | --------------------------- | ----- |
| 1.      | 1  | Sandra Näslund         | Szwecja                     | Q     |
| 2.      | 16 | Jade Grillet-Aubert    | Francja                     | Q     |
| 3.      | 17 | Jelizawieta Ponkratowa | Rosyjski Komitet Olimpijski |       |

| Pozycja | Nr | Zawodniczka       | Reprezentacja            | Uwagi |
| ------- | -- | ----------------- | ------------------------ | ----- |
| 1.      | 8  | Courtney Hoffos   | Kanada                   | Q     |
| 2.      | 9  | Talina Gantenbein | Szwajcaria               | Q     |
| 3.      | 24 | Ran Hongyan       | Chińska Republika Ludowa |       |
| 4.      | 25 | Pu Rui            | Chińska Republika Ludowa |       |

| Pozycja | Nr | Zawodniczka         | Reprezentacja | Uwagi |
| ------- | -- | ------------------- | ------------- | ----- |
| 1.      | 5  | Marielle Thompson   | Kanada        | Q     |
| 2.      | 12 | Jole Galli          | Włochy        | Q     |
| 3.      | 21 | Christina Födermayr | Austria       |       |

| Pozycja | Nr | Zawodniczka      | Reprezentacja | Uwagi |
| ------- | -- | ---------------- | ------------- | ----- |
| 1.      | 4  | Hannah Schmidt   | Kanada        | Q     |
| 2.      | 20 | Johanna Holzmann | Niemcy        | Q     |
| 3.      | 13 | Saskja Lack      | Szwajcaria    |       |

| Pozycja | Nr | Zawodniczka         | Reprezentacja               | Uwagi |
| ------- | -- | ------------------- | --------------------------- | ----- |
| 1.      | 3  | Daniela Maier       | Niemcy                      | Q     |
| 2.      | 19 | Katrin Ofner        | Austria                     | Q     |
| 3.      | 14 | Jekatierina Malcewa | Rosyjski Komitet Olimpijski |       |

| Pozycja | Nr | Zawodniczka         | Reprezentacja               | Uwagi |
| ------- | -- | ------------------- | --------------------------- | ----- |
| 1.      | 11 | Sami Kennedy-Sim    | Australia                   | Q     |
| 2.      | 22 | Anastasija Czircowa | Rosyjski Komitet Olimpijski | Q     |
| 03 !    | 6  | Lucrezia Fantelli   | Włochy                      | DNF   |

| Pozycja | Nr | Zawodniczka     | Reprezentacja | Uwagi |
| ------- | -- | --------------- | ------------- | ----- |
| 1.      | 7  | Brittany Phelan | Kanada        | Q     |
| 2.      | 10 | Alexandra Edebo | Szwecja       | Q     |
| 3.      | 23 | Nikol Kučerová  | Czechy        |       |
| 04 !    | 26 | Alizée Baron    | Francja       | DNS   |

| Pozycja | Nr | Zawodniczka      | Reprezentacja               | Uwagi |
| ------- | -- | ---------------- | --------------------------- | ----- |
| 1.      | 2  | Fanny Smith      | Szwajcaria                  | Q     |
| 2.      | 18 | Andrea Limbacher | Austria                     | Q     |
| 3.      | 15 | Natalja Szerina  | Rosyjski Komitet Olimpijski |       |

### Ćwierćfinał
| Pozycja | Nr | Zawodniczka         | Reprezentacja | Uwagi |
| ------- | -- | ------------------- | ------------- | ----- |
| 1.      | 1  | Sandra Näslund      | Szwecja       | Q     |
| 2.      | 8  | Courtney Hoffos     | Kanada        | Q     |
| 3.      | 9  | Talina Gantenbein   | Szwajcaria    |       |
| 4.      | 16 | Jade Grillet-Aubert | Francja       |       |

| Pozycja | Nr | Zawodniczka         | Reprezentacja               | Uwagi |
| ------- | -- | ------------------- | --------------------------- | ----- |
| 1.      | 11 | Sami Kennedy-Sim    | Australia                   | Q     |
| 2.      | 3  | Daniela Maier       | Niemcy                      | Q     |
| 3.      | 19 | Katrin Ofner        | Austria                     |       |
| 4.      | 22 | Anastasija Czircowa | Rosyjski Komitet Olimpijski |       |

| Pozycja | Nr | Zawodniczka       | Reprezentacja | Uwagi |
| ------- | -- | ----------------- | ------------- | ----- |
| 1.      | 5  | Marielle Thompson | Kanada        | Q     |
| 2.      | 4  | Hannah Schmidt    | Kanada        | Q     |
| 3.      | 12 | Jole Galli        | Włochy        |       |
| 4.      | 20 | Johanna Holzmann  | Niemcy        |       |

| Pozycja | Nr | Zawodniczka      | Reprezentacja | Uwagi |
| ------- | -- | ---------------- | ------------- | ----- |
| 1.      | 2  | Fanny Smith      | Szwajcaria    | Q     |
| 2.      | 7  | Brittany Phelan  | Kanada        | Q     |
| 3.      | 18 | Andrea Limbacher | Austria       |       |
| 4.      | 10 | Alexandra Edebo  | Szwecja       |       |

### Półfinał
| Pozycja | Nr | Zawodniczka       | Reprezentacja | Uwagi |
| ------- | -- | ----------------- | ------------- | ----- |
| 1.      | 1  | Sandra Näslund    | Szwecja       | Q     |
| 2.      | 5  | Marielle Thompson | Kanada        | Q     |
| 3.      | 4  | Hannah Schmidt    | Kanada        |       |
| 4.      | 8  | Courtney Hoffos   | Kanada        |       |

| Pozycja | Nr | Zawodniczka      | Reprezentacja | Uwagi |
| ------- | -- | ---------------- | ------------- | ----- |
| 1.      | 3  | Daniela Maier    | Niemcy        | Q     |
| 2.      | 2  | Fanny Smith      | Szwajcaria    | Q     |
| 3.      | 7  | Brittany Phelan  | Kanada        |       |
| 4.      | 11 | Sami Kennedy-Sim | Australia     |       |

### Finał
Mały Finał
| Pozycja | Nr | Zawodniczka      | Reprezentacja |
| ------- | -- | ---------------- | ------------- |
| 5.      | 7  | Brittany Phelan  | Kanada        |
| 6.      | 8  | Courtney Hoffos  | Kanada        |
| 7.      | 4  | Hannah Schmidt   | Kanada        |
| 8.      | 11 | Sami Kennedy-Sim | Australia     |

Finał
| Pozycja | Nr | Zawodniczka       | Reprezentacja | Uwagi |
| ------- | -- | ----------------- | ------------- | ----- |
| 01 !    | 1  | Sandra Näslund    | Szwecja       |       |
| 02 !    | 5  | Marielle Thompson | Kanada        |       |
| 03 !    | 2  | Fanny Smith       | Szwajcaria    |       |
| 03 !    | 3  | Daniela Maier     | Niemcy        |       |